# Château de Beynac
Ne pas confondre avec le château de Bénac, en Ariège.
Le château de Beynac est situé sur la commune française de Beynac-et-Cazenac, dans le département de la Dordogne (Périgord noir). Ce château, classé monument historique, est l'un des mieux conservés et l'un des plus réputés de la région.

## Localisation

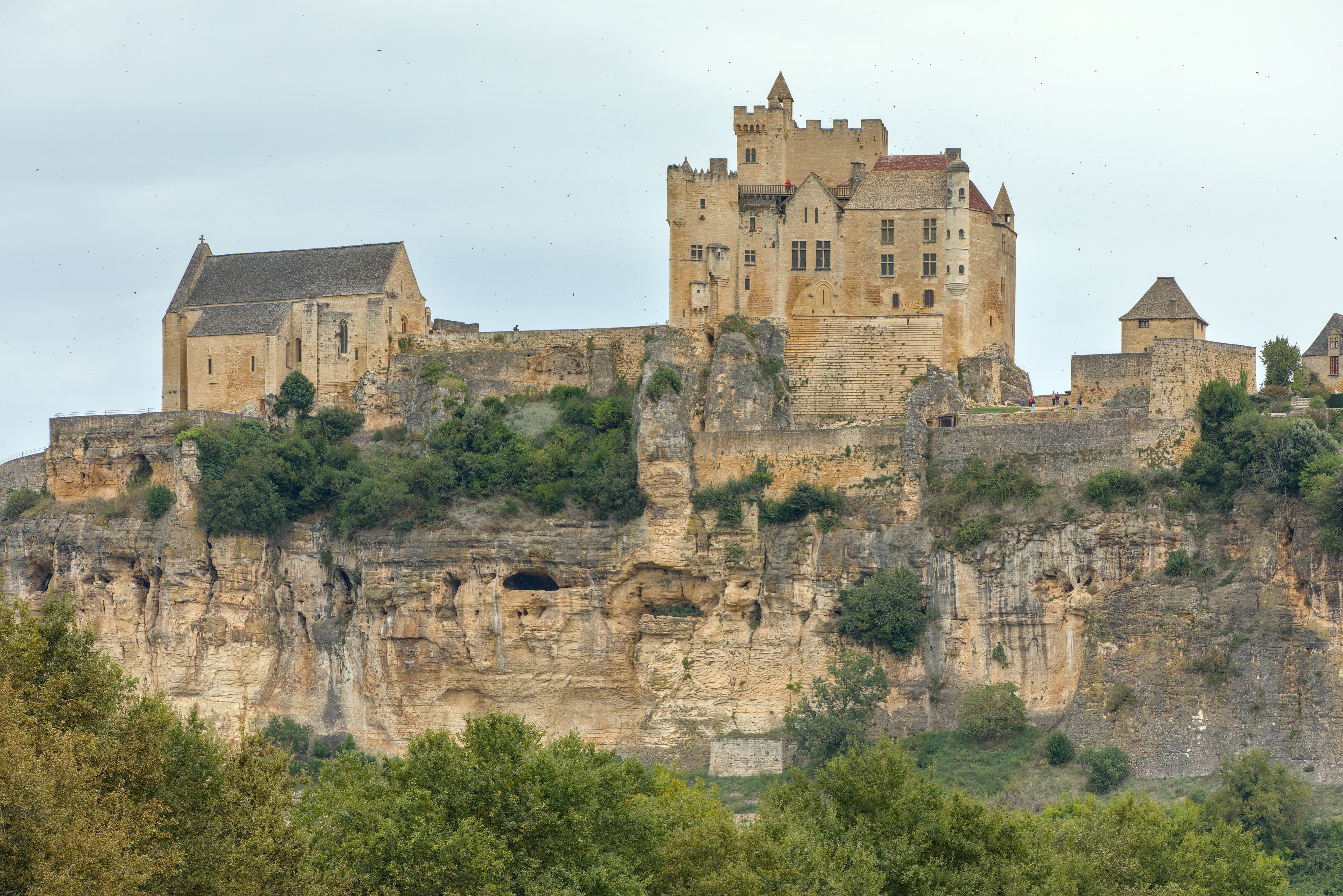
Le château est situé en haut d'une falaise, surplombant la Dordogne et les environs.

Cette construction médiévale, d'allure austère, perchée sur le haut d'un plateau calcaire domine le bourg de Beynac-et-Cazenac, sur la rive droite de la Dordogne, dans le département français de la Dordogne.

## Historique
Le château fort est bâti dès le XIIe siècle par les barons de Beynac pour verrouiller la vallée. L'à-pic étant suffisant pour décourager toute escalade côté vallée, les défenses s'accumulèrent côté plateau : double enceinte crénelée, double douve dont l'une approfondissait un ravelin naturel, double barbacane.
À la mort d'Adhémar de Beynac (1147–1189), croisé décédé sans postérité, Richard Cœur de Lion, roi d'Angleterre, offre Beynac à Mercadier, son fidèle routier. Celui-ci est assassiné à Bordeaux en 1200 et la baronnie revient dans la famille d'origine. À partir de 1241, la châtellenie, dont fait partie le château de Commarque, est divisée entre deux frères, Gaillard et Mainard de Beynac. Les deux branches ne seront à nouveau unies qu'en 1379.
À l'époque de la guerre de Cent Ans, la forteresse de Beynac est l'une des places fortes françaises. La Dordogne sert alors de frontière entre les fiefs du roi de France et la Guyenne appartenant au roi d'Angleterre ; non loin de là, de l'autre côté du fleuve, le château de Castelnaud, rival de Beynac, était aux mains des Anglais du roi Henri VI fils du roi Henri V.
La partie la plus ancienne du château est un gros donjon roman carré, vertigineux, aux rares percements, agrafé d'une bretèche et d'une échauguette, accosté d'une cage d'escalier en vis, mince comme un contrefort et terminé par une terrasse crénelée. D'un côté, un logis de la même époque lui est juxtaposé ; il a été retouché et agrandi aux XVIe et XVIIe siècles. De l'autre côté, c'est un logis en partie XIVe siècle, auquel sont accolés une cour et un escalier de plan carré desservant des appartements du XVIIe siècle. Les appartements ont conservé des boiseries et un plafond peint du XVIIe siècle ; la salle de réunion des États du Périgord est ainsi nommée parce que s'y réunissait la noblesse des quatre baronnies, celles de Beynac et Biron pour le sud et celles de Bourdeilles et Mareuil pour le nord ; elle garde une belle cheminée Renaissance sculptée de bucranes ; cette salle donne sur un petit oratoire entièrement décoré, au XVe siècle, de fresques parmi lesquelles une Pietà, un saint Christophe, une cène dans laquelle saint Martial est le maître d'hôtel. On peut également y voir de somptueuses tapisseries représentant des scènes de chasse et d'autres scènes de la vie des seigneurs de l'époque, ainsi que la reproduction de l'étendard de la famille de Beaumont-Beynac, propriétaire du château depuis le XVIIIe siècle jusqu'en 1961.

Armes des Beynac.

En 1962, le château est acheté aux enchères pour 170 000 francs de l'époque par Lucien Grosso, qui a fait fortune dans le milieu des casinos et boîtes de nuit de Marseille et d'Abidjan. Il entreprend de le restaurer et de lui redonner vie, aidé ensuite par Denise Grosso, qu'il épouse une dizaine d'années plus tard. Lucien Grosso décède le 16 juillet 2008, âgé de 98 ans, et Denise poursuit son œuvre jusqu'à sa propre mort le 17 février 2016. Le couple, qui n'avait pas d'enfant, avait décidé en 1999 de léguer le château au sénateur Albéric de Montgolfier, pensant que ce fils de conservateur de musée, lui-même passionné de restauration du patrimoine, serait en mesure de continuer leur œuvre.

## Description
Le château, protégé du côté du plateau par une double enceinte, a été bâti sur un surplomb de la falaise dominant à pic la Dordogne de 150 m. Il présente la forme d'un quadrilatère irrégulier prolongé au sud par un bastion en éperon. Le sévère donjon carré, garni de créneaux, date du XIIIe siècle.
Sur une porte à linteau en accolade, on peut voir un décor de trois rosaces.

## Protection aux monuments historiques
Le château de Beynac, y compris les murs d'enceinte et les terrasses, est classé par arrêté du 11 février 1944.

## Liste des barons et marquis de Beynac
- Maynard (1115-1124)
- Adhémar (croisé en 1147, mort entre 1189 et 1194)
- Mercadier. Il reçoit le château de Richard Cœur de Lion, roi d'Angleterre (1194-1200)
- Pons Ier (1200-1209)
- Gaillard (1238-1272)
- Pons II (1251-1300)
- Adhémar II (teste en 1341 et 1348)
  - Pons III (mort avant son père)
- Boson, fils de Pons (il se marie en 1341 et meurt avant novembre 1354)
- Pons IV (1362-1366)
- Philippe (elle épouse son cousin Pons de Beynac, seigneur de Commarque, en 1379 et teste en 1403)
- Pons V, sénéchal de Périgord (teste en 1461 et 1464)
- Jean-Bertrand (teste en 1486)
- Geoffroy Ier († 1530)
- François († 1537)
- Geoffroy II (-1546)
- Geoffroy III
- Guy Ier, premier marquis de Beynac en 1620
- Isaac (1619-1687)
- Guy II
- Pierre (mort à Bordeaux le 9 octobre 1753)
- Claude (mort le 4 novembre 1753)

La famille de Beynac s'est éteinte en 1753 avec Pierre dernier marquis de Beynac qui épousa en 1727 Anne-Marie Boucher, dont il eut deux filles : Julie qui épousa le marquis de Castelnau et Claude-Marie qui épousa en 1761 Christophe Marie de Beaumont du Repaire (1731-1802), maréchal de camp. La famille de Beaumont du Repaire ajouta Beynac à son nom et porte depuis le titre de courtoisie de marquis de Beaumont-Beynac.

## Tourisme
En 2022, le château a attiré 125 000 visiteurs.

## Au cinéma
Le château a servi de cadre au tournage des films :
- 1960 : Le Capitan d’André Hunebelle[14] ;
- 1978 :  Gaston Phébus mini-série de Jacques Armand et Bernard Borderie ;
- 1982 : Elle voit des nains partout ! de Jean-Claude Sussfeld ;
- 1994 : La Fille de d'Artagnan[note 2] de Bertrand Tavernier ;
- 1997 :  Les Couloirs du temps : Les Visiteurs 2 de Jean-Marie Poiré, tourné vers mars 1997 au château de Beynac ;
- 1998 :  À tout jamais, une histoire de Cendrillon (Ever After: A Cinderella Story, 1998) ;
- 1999 :  Jeanne d'Arc de Luc Besson ;
- 2000 :  Le Chocolat de Lasse Hallström ;
- 2003 : Fanfan la Tulipe de Gérard Krawczyk ;
- 2020 : Le Dernier Duel (The Last Duel) de Ridley Scott[15].
- 2024 : Fortune de France, série télévisée de Christopher Thompson : le château représente le « château terrible » du baron de Frontenac[16].

## Galerie photo

Extérieur
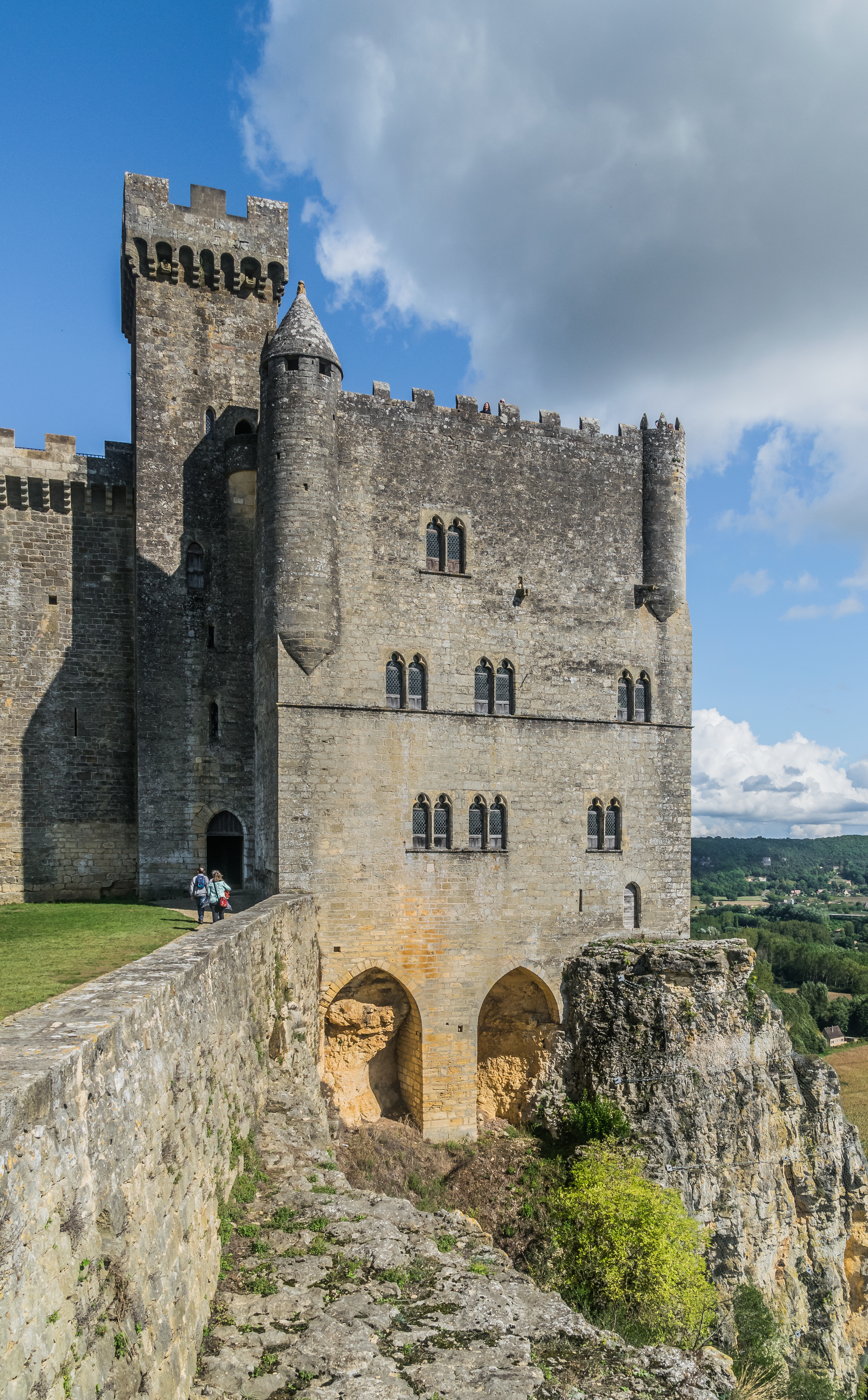
Extension du XIVe siècle.
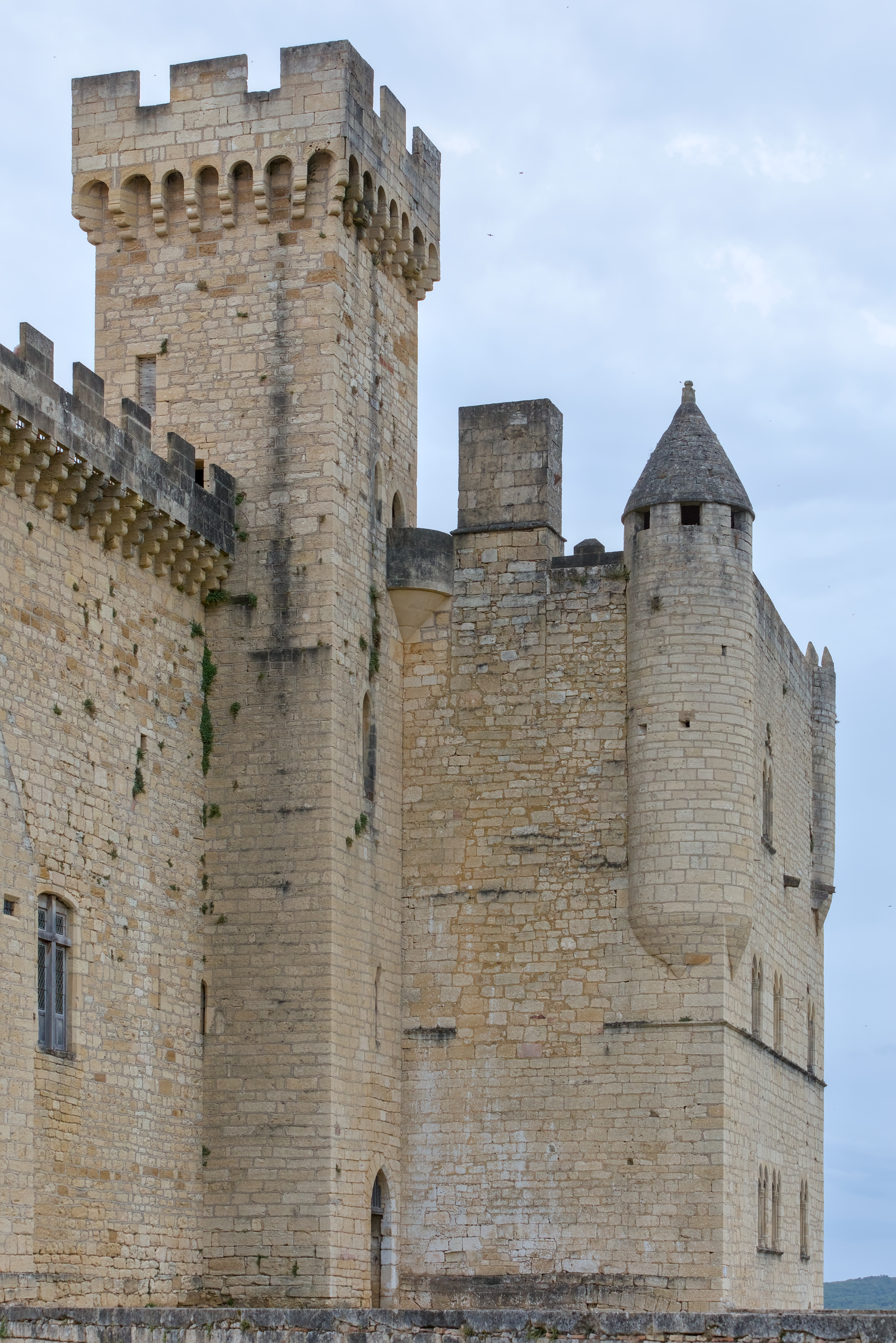
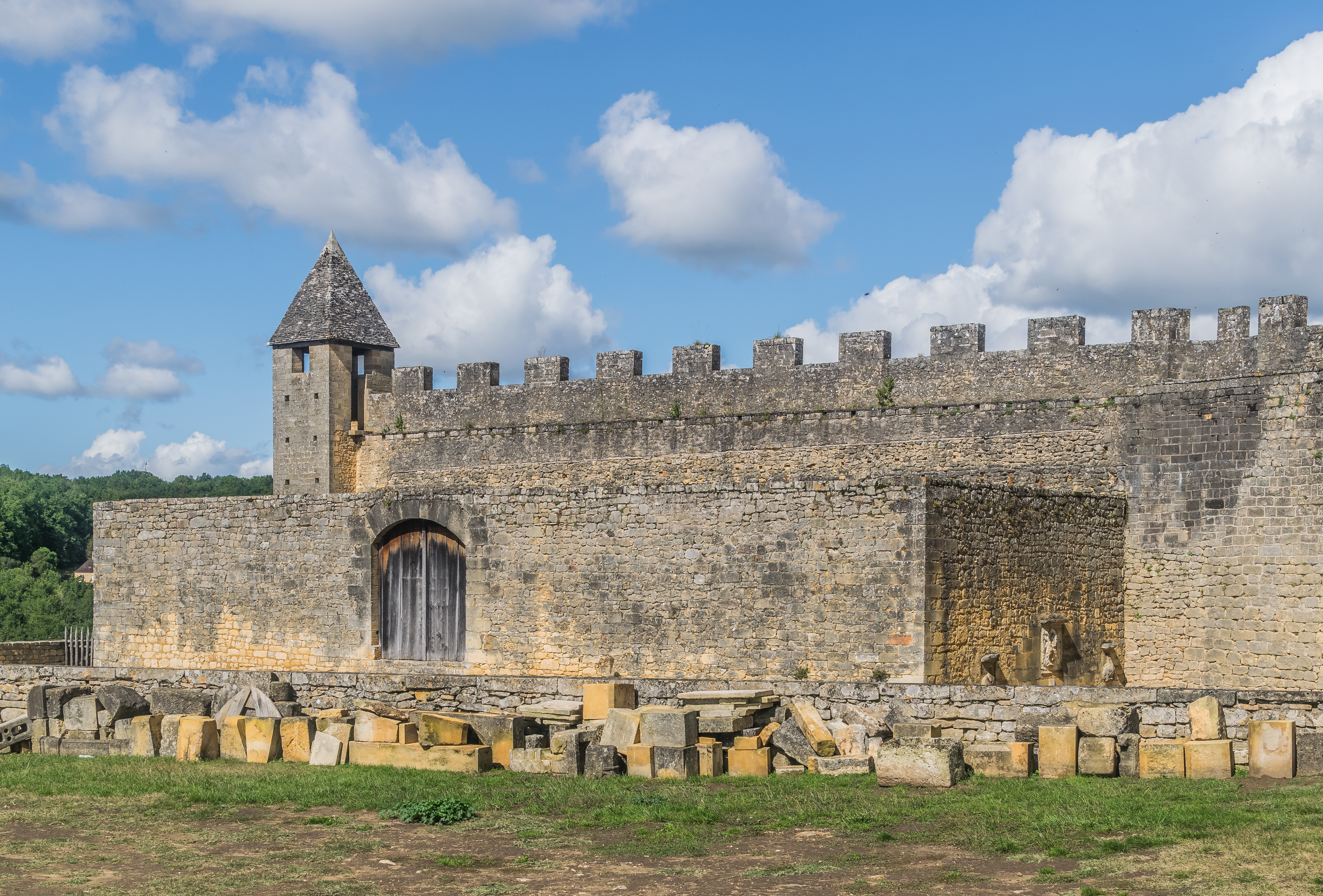
La barbacane.
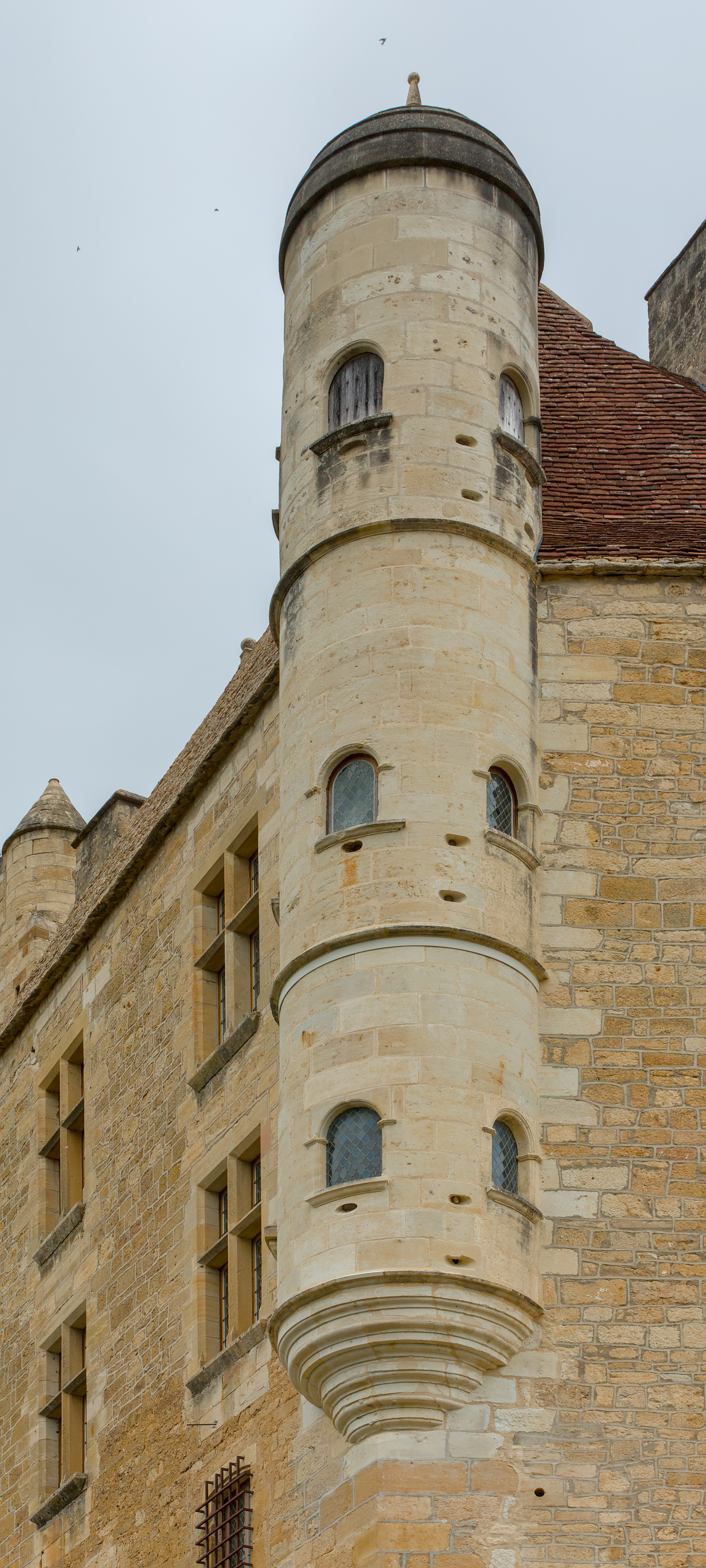
Tourelle d'angle.
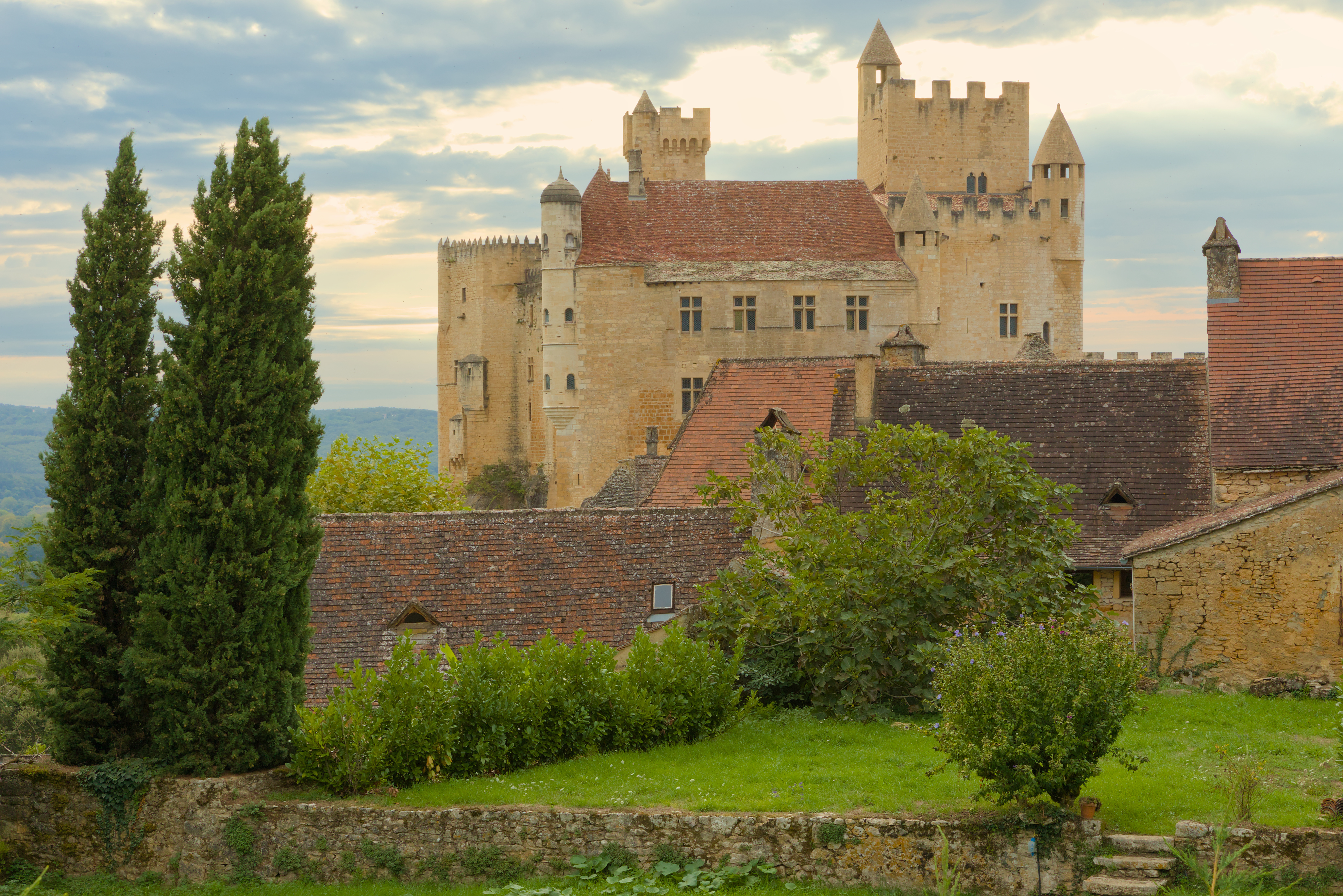
Vue en fin d'après-midi.

Intérieur
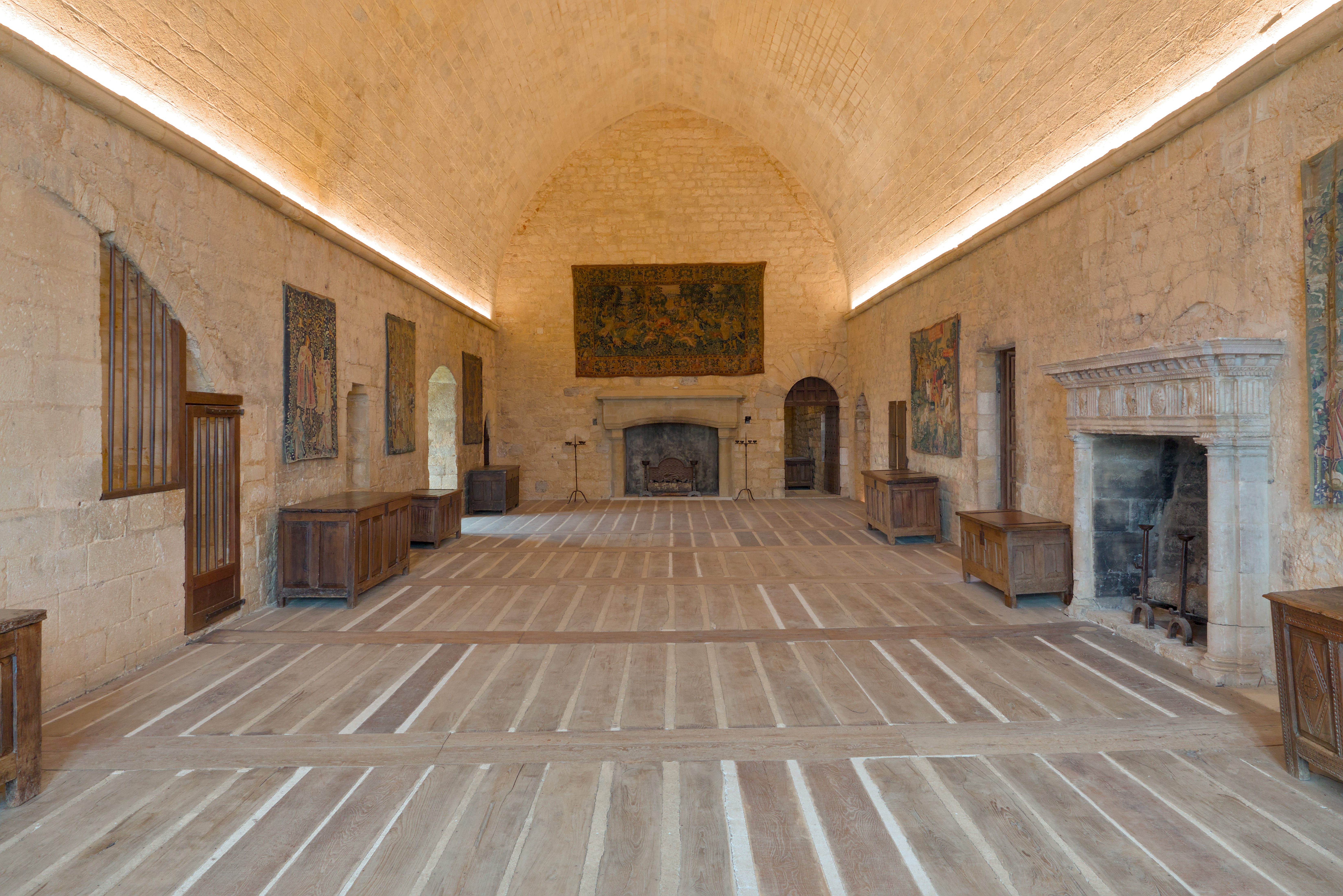
La salle des États du Périgord.
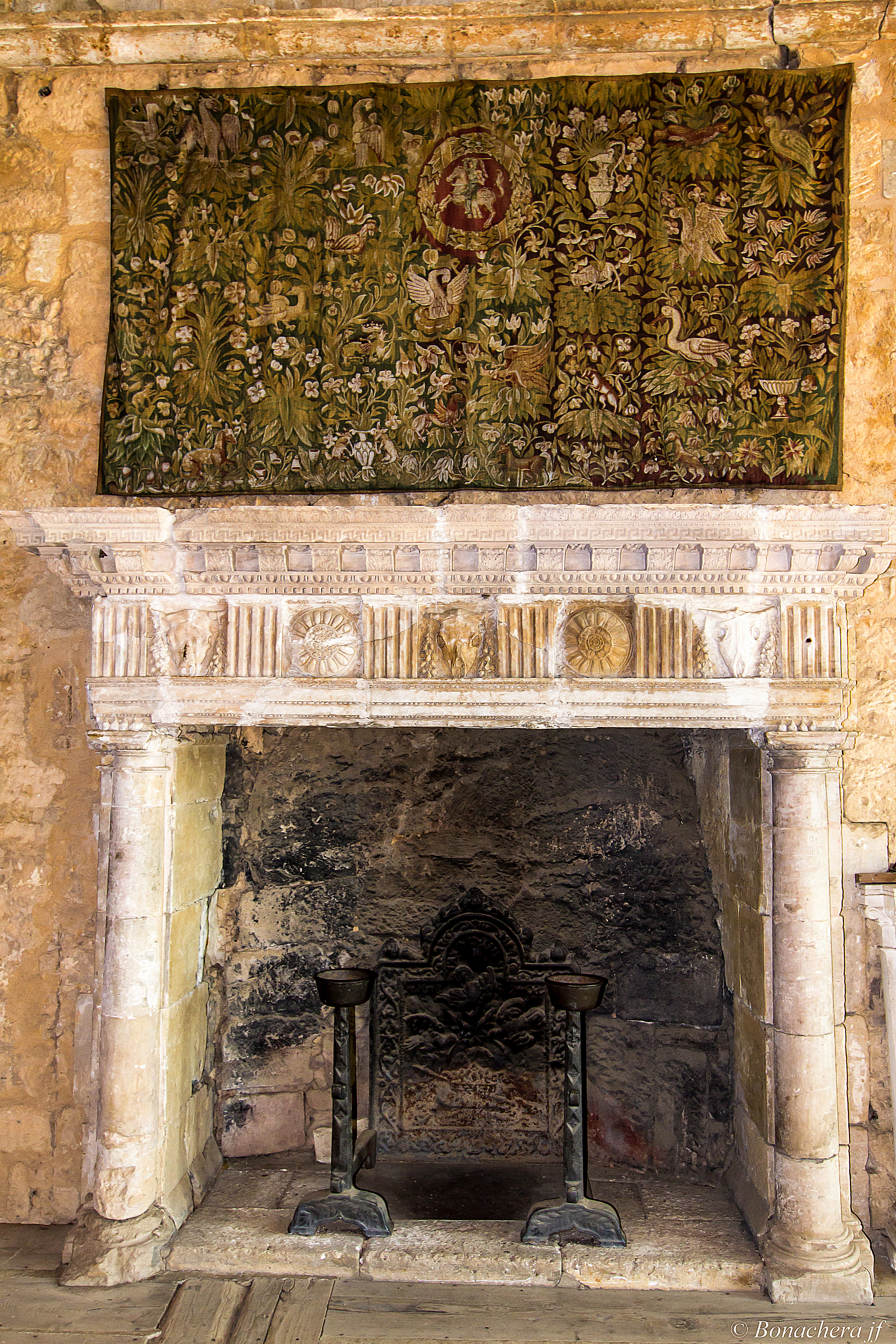
La cheminée Renaissance du château comportant un bucrane.
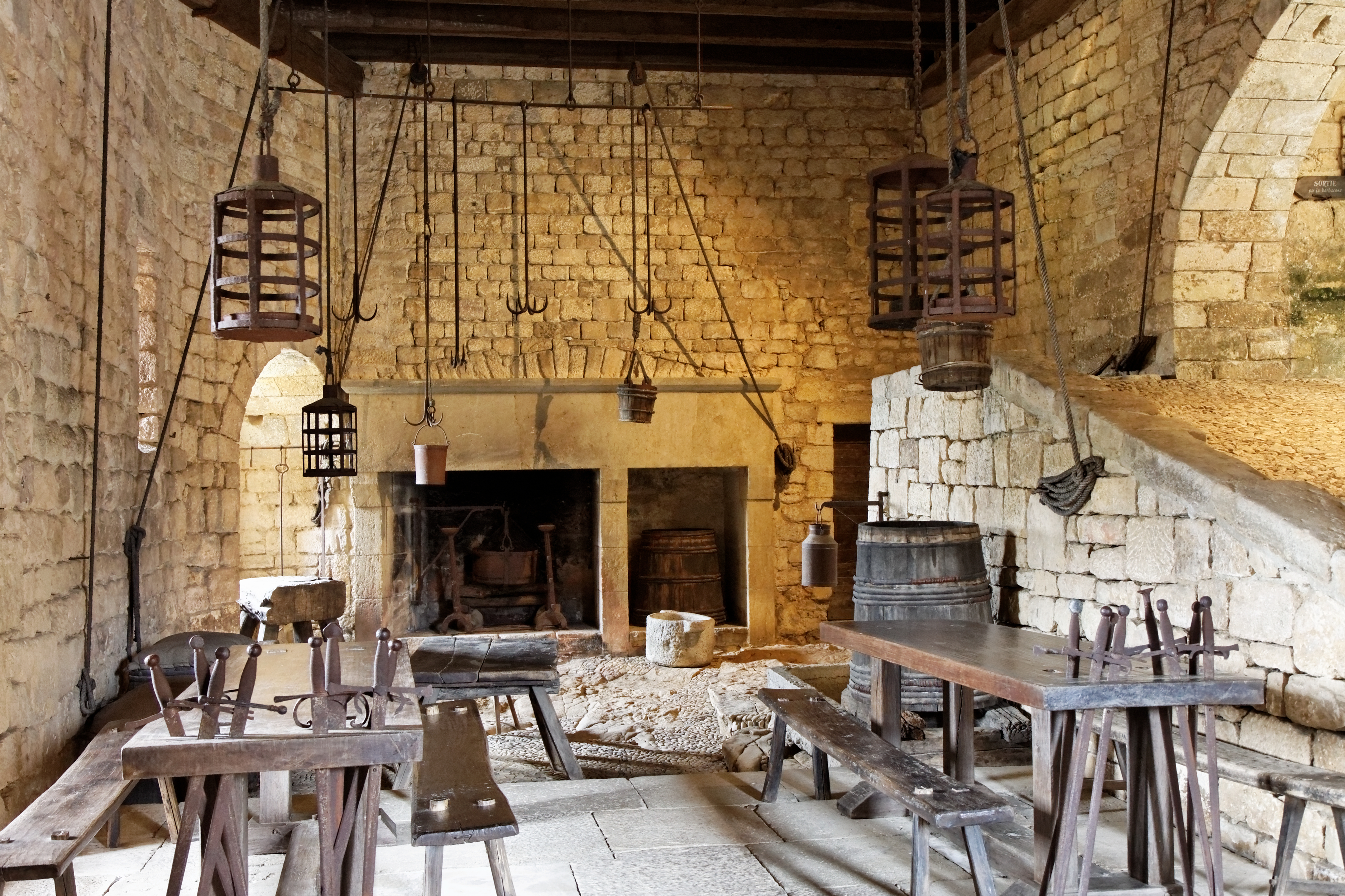
Les cuisines.
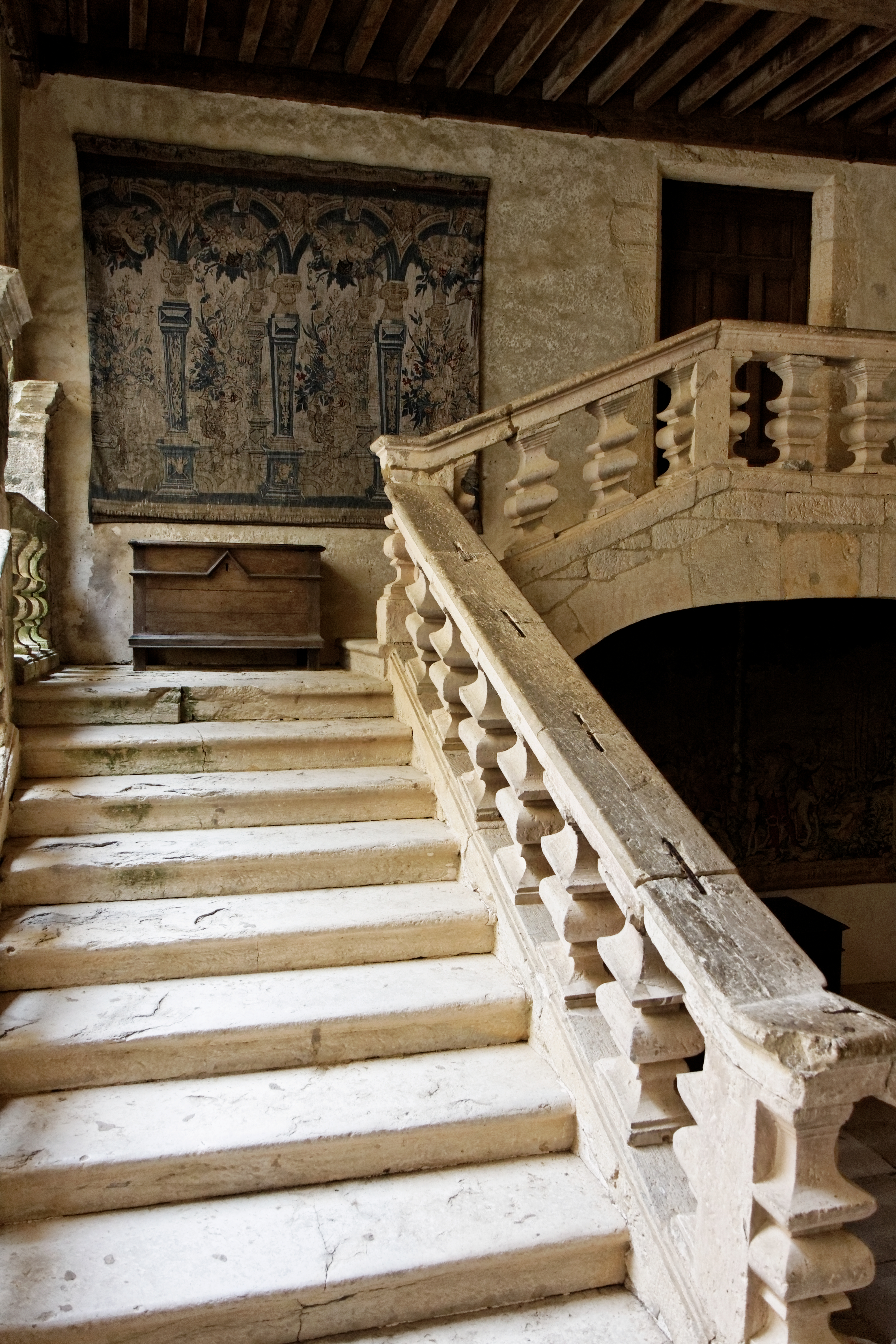
L'escalier Renaissance.
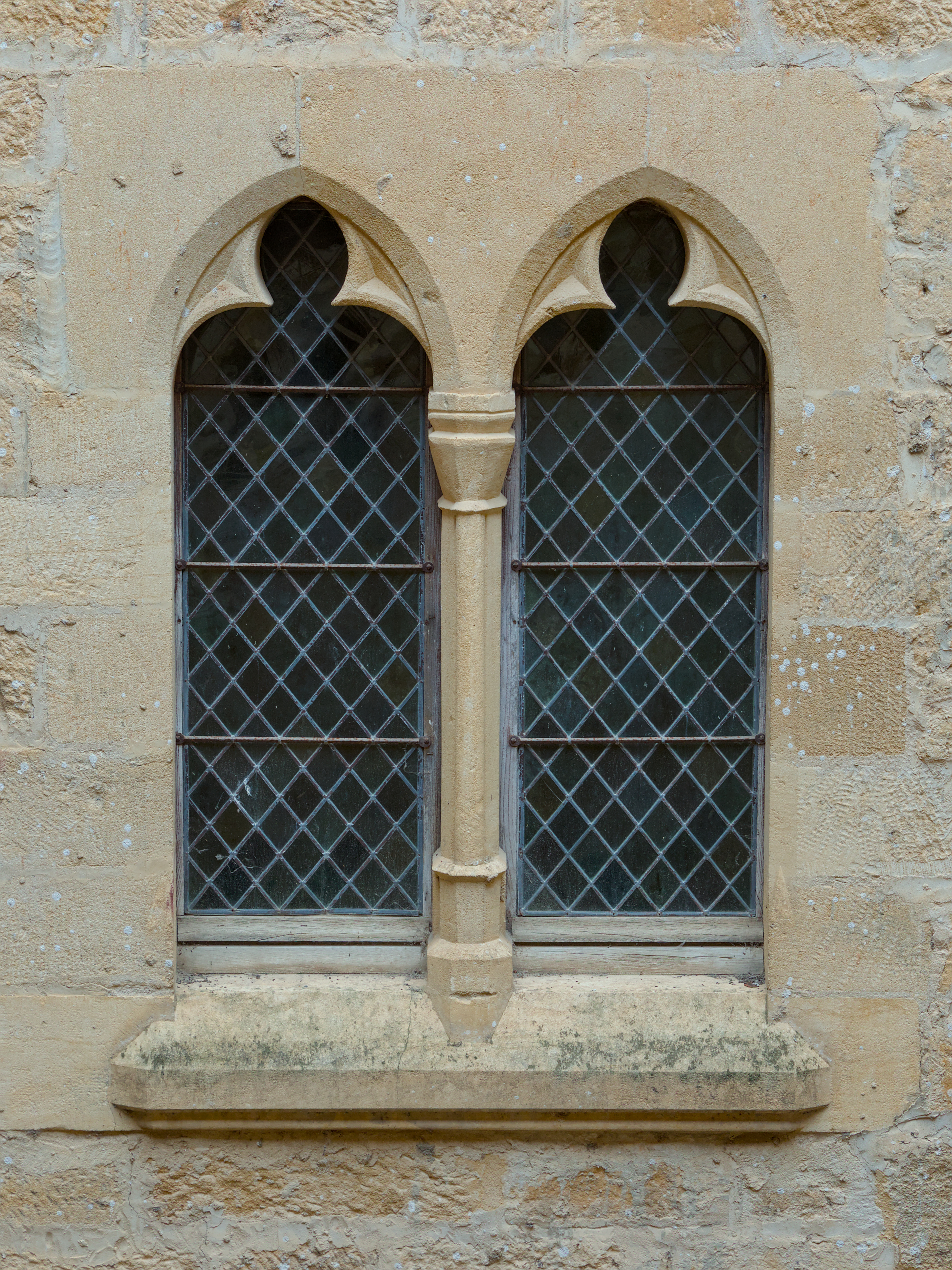
Fenêtres géminées.

Autour du château
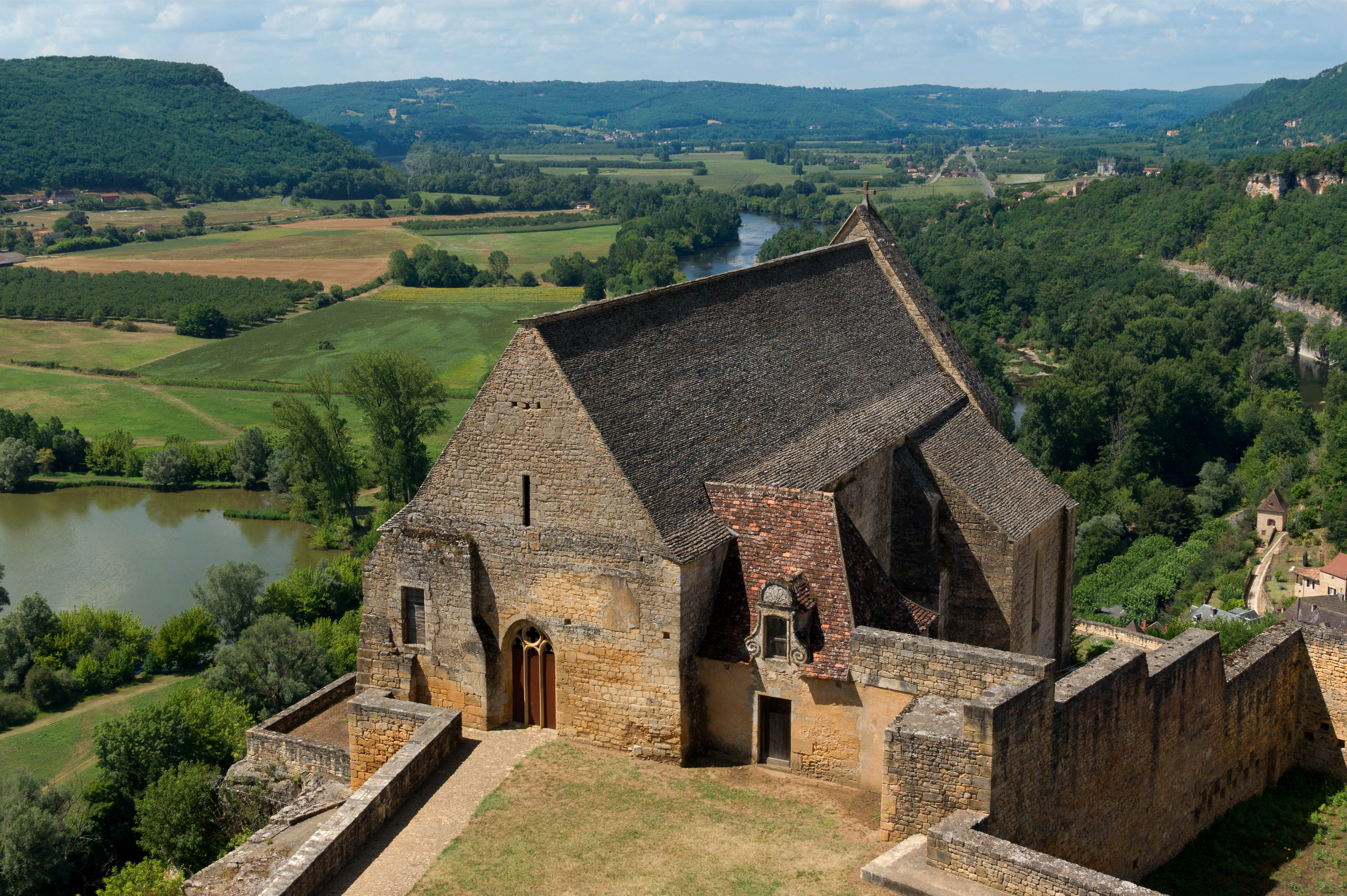
La chapelle.
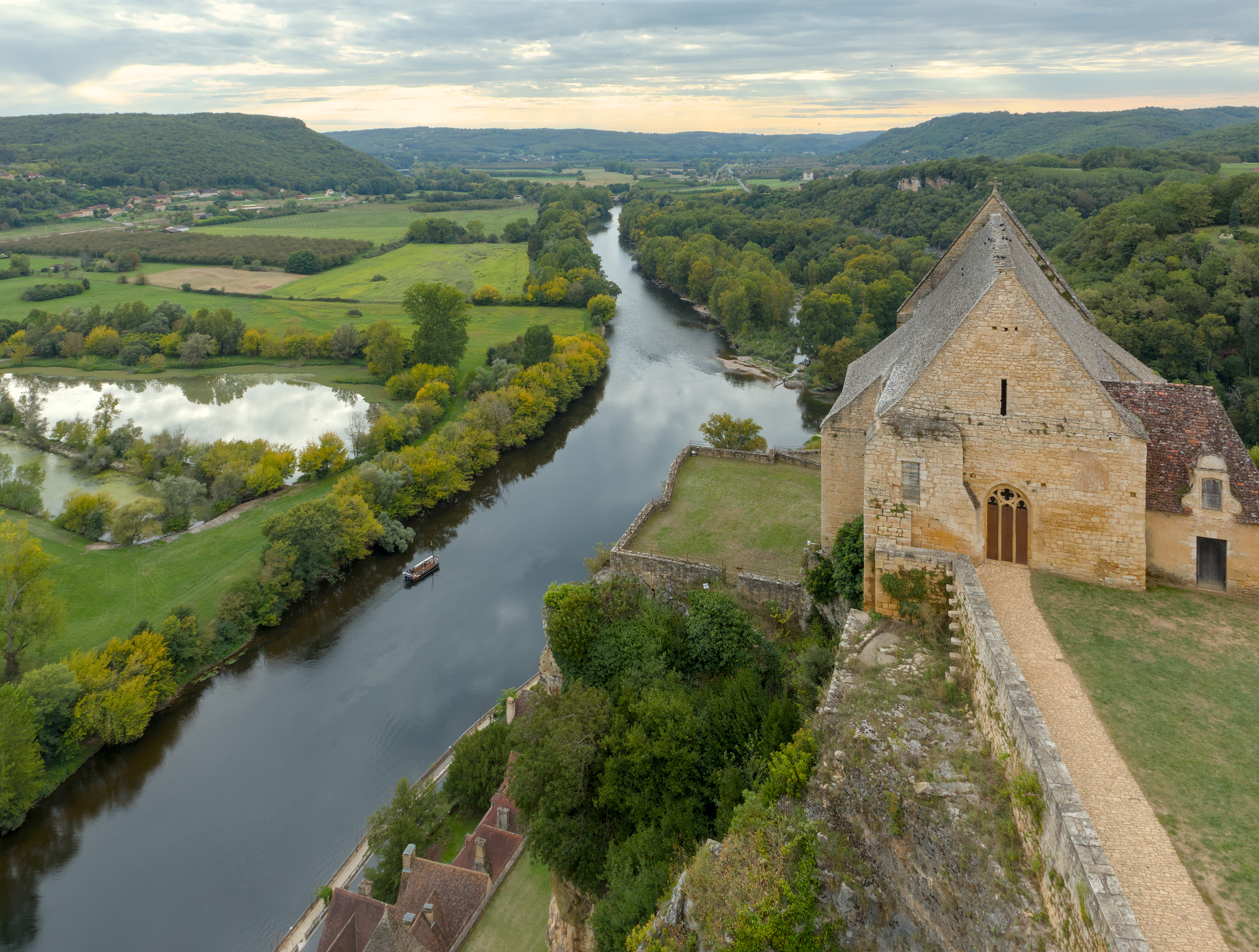
La chapelle et la Dordogne.
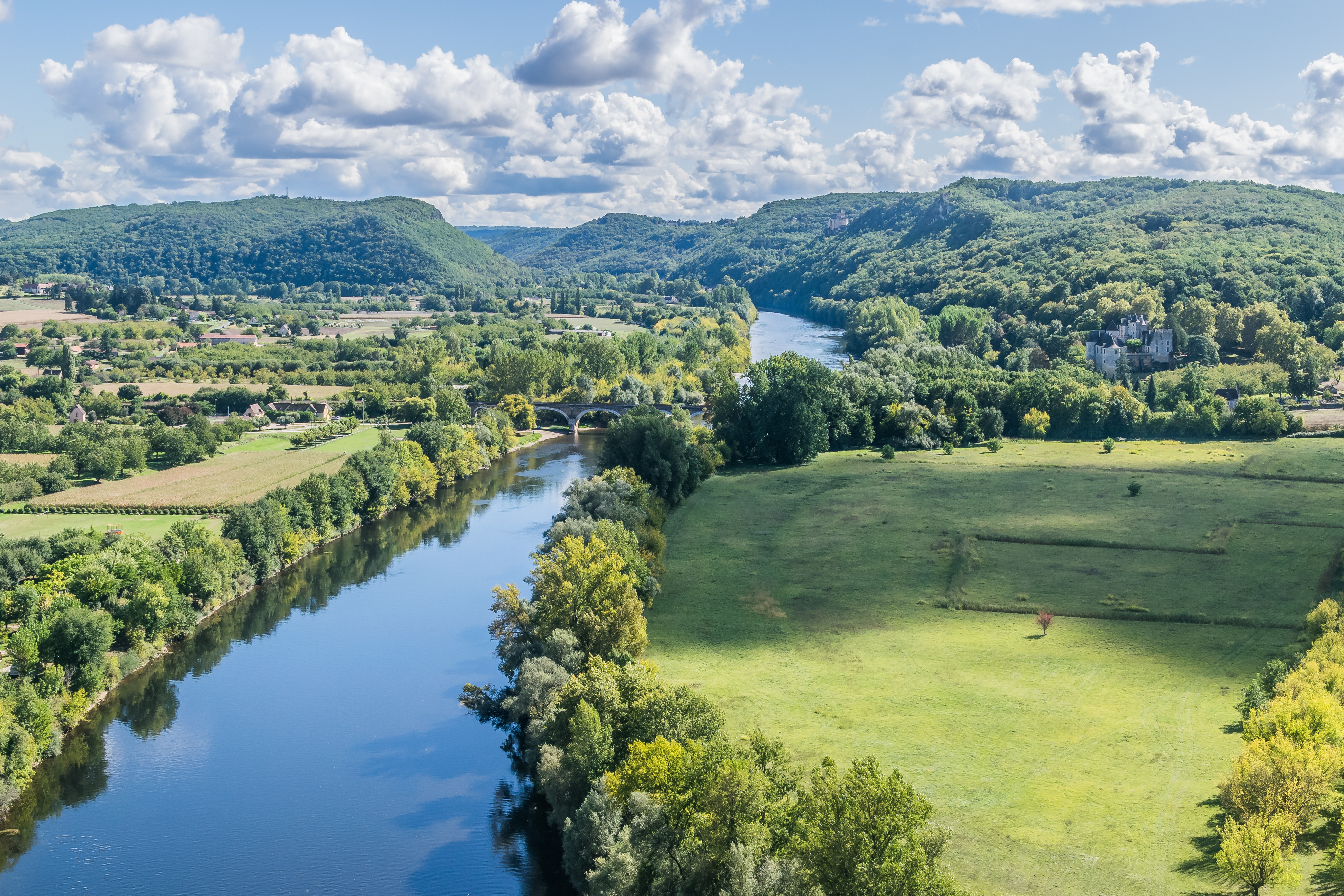
La Dordogne vue du château.